# Harold Reina
Harold Fernando Reina Figueroa (Yumbo, Valle del Cauca, 18 de julio de 1990) es un futbolista colombiano. Juega como delantero y su equipo actual es Real Potosí de la Asociación de Fútbol Potosí.

## Trayectoria
Se formó en el Deportivo Cali entre 2005-2008, debutó profesionalmente en 2008 ese año en la Copa Colombia anotó su primer gol como profesional el 13 de agosto en el clásico vs América de Cali dándole la victoria al equipo azucarero, para el 2009 es cedido al Atlético La Sabana donde fue uno de los jugadores más destacados de la "B" en esa temporada.

### Nacional Potosí
En enero de 2018 es traspasado al Nacional Potosí de la Primera División de Bolivia. Su primer gol lo marca el 4 de febrero en la derrota 3 a 2 como visitantes en casa del Real Potosí, el 24 del mismo mes vuelve y marca en la goleada 3 por 0 sobre Sport Boys Warnes.
Su primer hat-trick como profesional lo hace el 12 de agosto de 2018 en la goleada 6 por 1 sobre Club Bolívar.

## Clubes
| Club                         | País     | Año         |
| ---------------------------- | -------- | ----------- |
| Deportivo Cali               | Colombia | 2008        |
| Atlético de La Sabana        | Colombia | 2009        |
| Pacífico F.C.                | Colombia | 2010        |
| Deportivo Cali               | Colombia | 2010        |
| Cúcuta Deportivo             | Colombia | 2011        |
| Deportivo Cali               | Colombia | 2012        |
| The Strongest                | Bolivia  | 2012 - 2013 |
| AEK Larnaca                  | Chipre   | 2013        |
| Apollon Limassol             | Chipre   | 2014        |
| Deportivo Cali               | Colombia | 2014        |
| Cortuluá                     | Colombia | 2015        |
| Deportivo Pasto              | Colombia | 2016        |
| Deportivo Pereira            | Colombia | 2016 - 2017 |
| Nacional Potosí              | Bolivia  | 2018 - 2019 |
| The Strongest                | Bolivia  | 2019 - 2020 |
| Nacional Potosí              | Bolivia  | 2021        |
| Club Independiente Petrolero | Bolivia  | 2022        |
| Llaneros F.C.                | Colombia | 2023        |

## Estadísticas
| Deportivo Cali · Colombia                                                                                                   | 1ª            | 2008          | 1   | 0  | 3  | 1  | 0  | 0 | 4   | 1   |
| Deportivo Cali · Colombia                                                                                                   | 1ª            | 2010-ll       | 6   | 0  | 8  | 4  | —  | — | 14  | 4   |
| Deportivo Cali · Colombia                                                                                                   | 1ª            | 2012-l        | 4   | 1  | 5  | 0  | —  | — | 9   | 1   |
| Deportivo Cali · Colombia                                                                                                   | 1ª            | 2014-ll       | 5   | 0  | 4  | 0  | 0  | 0 | 9   | 0   |
| Deportivo Cali · Colombia                                                                                                   | Total club    | Total club    | 16  | 1  | 20 | 5  | 0  | 0 | 36  | 6   |
| Atlético La Sabana · Colombia                                                                                               | 2ª            | 2009          | 30  | 4  | 4  | 2  | —  | — | 34  | 6   |
| Atlético La Sabana · Colombia                                                                                               | Total club    | Total club    | 30  | 4  | 4  | 2  | 0  | 0 | 34  | 6   |
| Pacífico Buenaventura · Colombia                                                                                            | 2ª            | 2010-l        | 15  | 3  | 3  | 2  | —  | — | 18  | 5   |
| Pacífico Buenaventura · Colombia                                                                                            | Total club    | Total club    | 15  | 3  | 3  | 2  | 0  | 0 | 18  | 5   |
| Cúcuta Deportivo · Colombia                                                                                                 | 1ª            | 2011          | 17  | 3  | —  | —  | —  | — | 17  | 3   |
| Cúcuta Deportivo · Colombia                                                                                                 | Total club    | Total club    | 17  | 3  | 0  | 0  | 0  | 0 | 17  | 3   |
| AEK Larnaca Chipre | 1ª            | 2013          | 8   | 3  | —  | —  | —  | — | 8   | 3   |
| AEK Larnaca Chipre | Total club    | Total club    | 8   | 3  | 0  | 0  | 0  | 0 | 8   | 3   |
| Apollon Limassol Chipre | 1ª            | 2014          | 18  | 1  | 4  | 0  | —  | — | 22  | 1   |
| Apollon Limassol Chipre | Total club    | Total club    | 18  | 1  | 4  | 0  | 0  | 0 | 22  | 1   |
| Cortuluá · Colombia | 1ª            | 2015          | 11  | 1  | 7  | 0  | —  | — | 18  | 1   |
| Cortuluá · Colombia | Total club    | Total club    | 11  | 1  | 7  | 0  | 0  | 0 | 18  | 1   |
| Deportivo Pasto · Colombia                                                                                                  | 1ª            | 2016-l        | 13  | 2  | 4  | 1  | —  | — | 17  | 3   |
| Deportivo Pasto · Colombia                                                                                                  | Total club    | Total club    | 13  | 2  | 4  | 1  | 0  | 0 | 17  | 3   |
| Deportivo Pereira · Colombia                                                                                                | 2ª            | 2016          | 16  | 4  | —  | —  | —  | — | 16  | 4   |
| Deportivo Pereira · Colombia                                                                                                | 2ª            | 2017          | 25  | 9  | —  | —  | —  | — | 25  | 9   |
| Deportivo Pereira · Colombia                                                                                                | Total club    | Total club    | 41  | 13 | 0  | 0  | 0  | 0 | 41  | 13  |
| Nacional Potosí · Bolivia                                                                                                   | 1ª            | 2018          | 34  | 19 | —  | —  | 2  | 2 | 36  | 21  |
| Nacional Potosí · Bolivia                                                                                                   | 1ª            | 2019          | 20  | 7  | —  | —  | 2  | 0 | 12  | 7   |
| Nacional Potosí · Bolivia                                                                                                   | Total club    | Total club    | 54  | 26 | 0  | 0  | 4  | 2 | 58  | 28  |
| The Strongest · Bolivia | 1ª            | 2012/13       | 35  | 19 | —  | —  | 6  | 2 | 41  | 21  |
| The Strongest · Bolivia | 1ª            | 2019          | 25  | 13 | —  | —  | —  | — | 25  | 13  |
| The Strongest · Bolivia | 1ª            | 2020          | 9   | 1  | —  | —  | 2  | 0 | 11  | 1   |
| The Strongest · Bolivia | Total club    | Total club    | 69  | 33 | 0  | 0  | 8  | 2 | 77  | 35  |
| Total carrera | Total carrera | Total carrera | 285 | 90 | 46 | 12 | 10 | 4 | 346 | 104 |
| (1) Incluye datos de la Copa Colombia . (2) Incluye datos de Copa Libertadores. (3) No incluye goles en partidos amistosos. |               |               |     |    |    |    |    |   |     |     |

### Hat-tricks
| 1 | 12 de agosto de 2018 | Victor Agustín Ugarte, Potosí | Nacional Potosi - Club Bolívar |  | 6 - 1 | Torneo Clausura 2018 |

## Palmarés

### Campeonatos nacionales
| Título          | Club           | País     | Año  |
| --------------- | -------------- | -------- | ---- |
| Copa Colombia   | Deportivo Cali | Colombia | 2010 |
| Torneo Apertura | The Strongest  | Bolivia  | 2012 |